# François Anguier
François Anguier (* 1604 in Eu im französischen Département Seine-Maritime in der Region Normandie; † 9. August 1669 in Paris) war ein französischer Bildhauer.
Sein Bruder Michel Anguier war ebenfalls Bildhauer.
François Anguier begann seine Ausbildung in Italien. Zu seinen ersten Werken zählt das gemeinsam mit seinem Bruder Michel geschaffene Grabmal des Herzogs von Montmorency. Er schuf weitere Grabbauten im italienischen Renaissancestil.  
Anguier war an den Arbeiten am Louvre beteiligt. 

## Werke

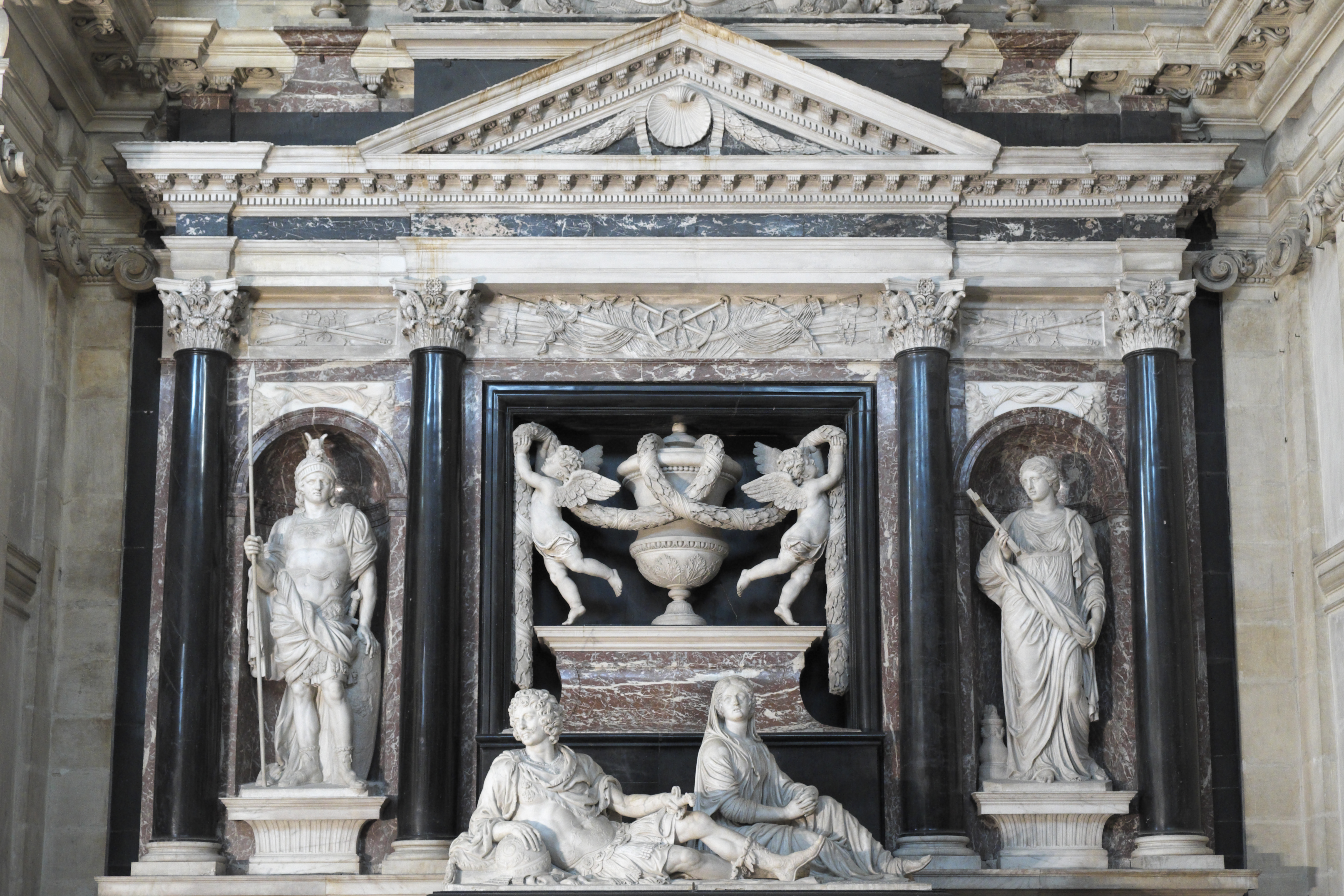
Grabmal des Herzogs von Montmorency
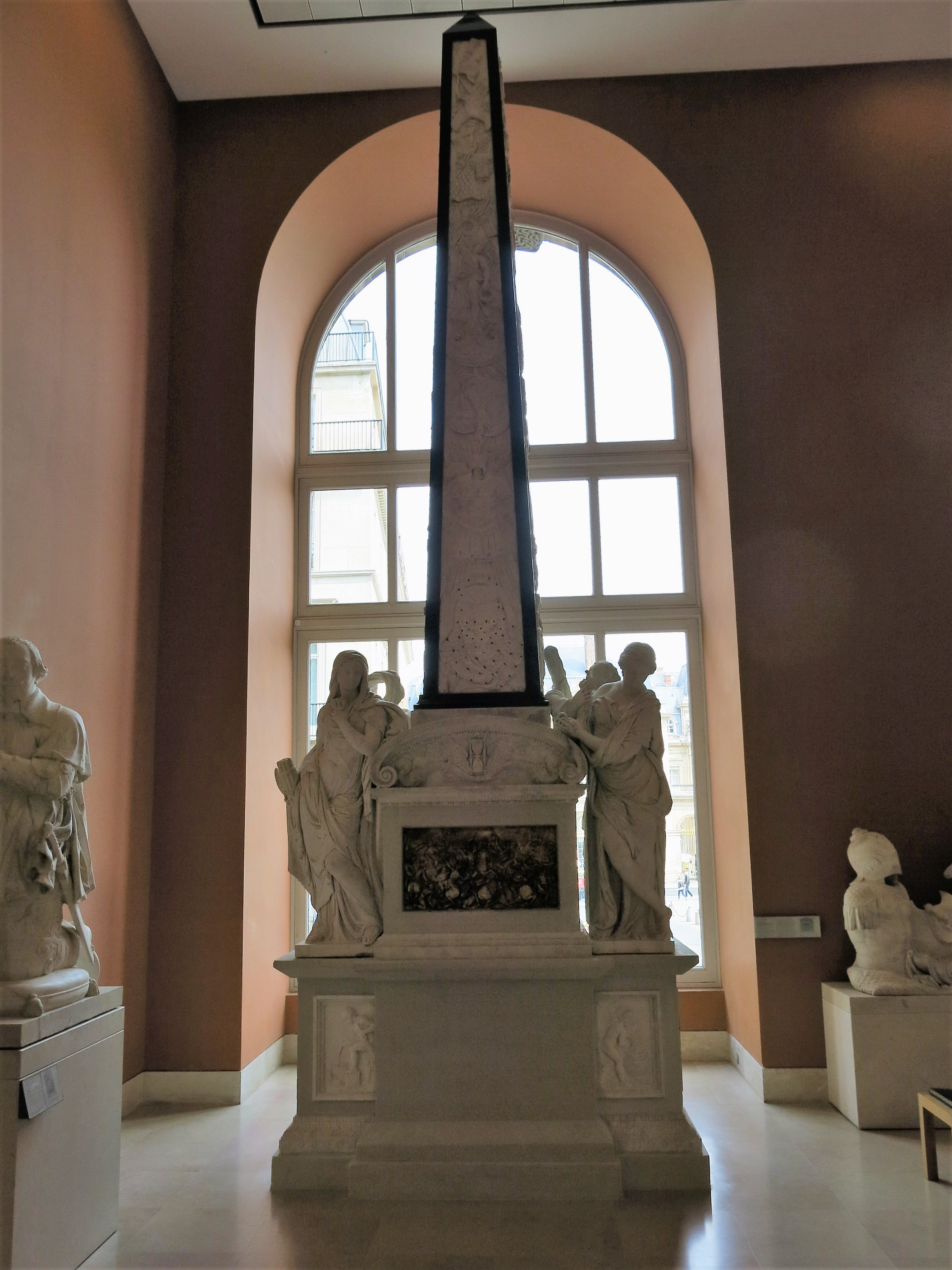
Grabdenkmal mit dem Herzen von Duke Henri I de Longueville
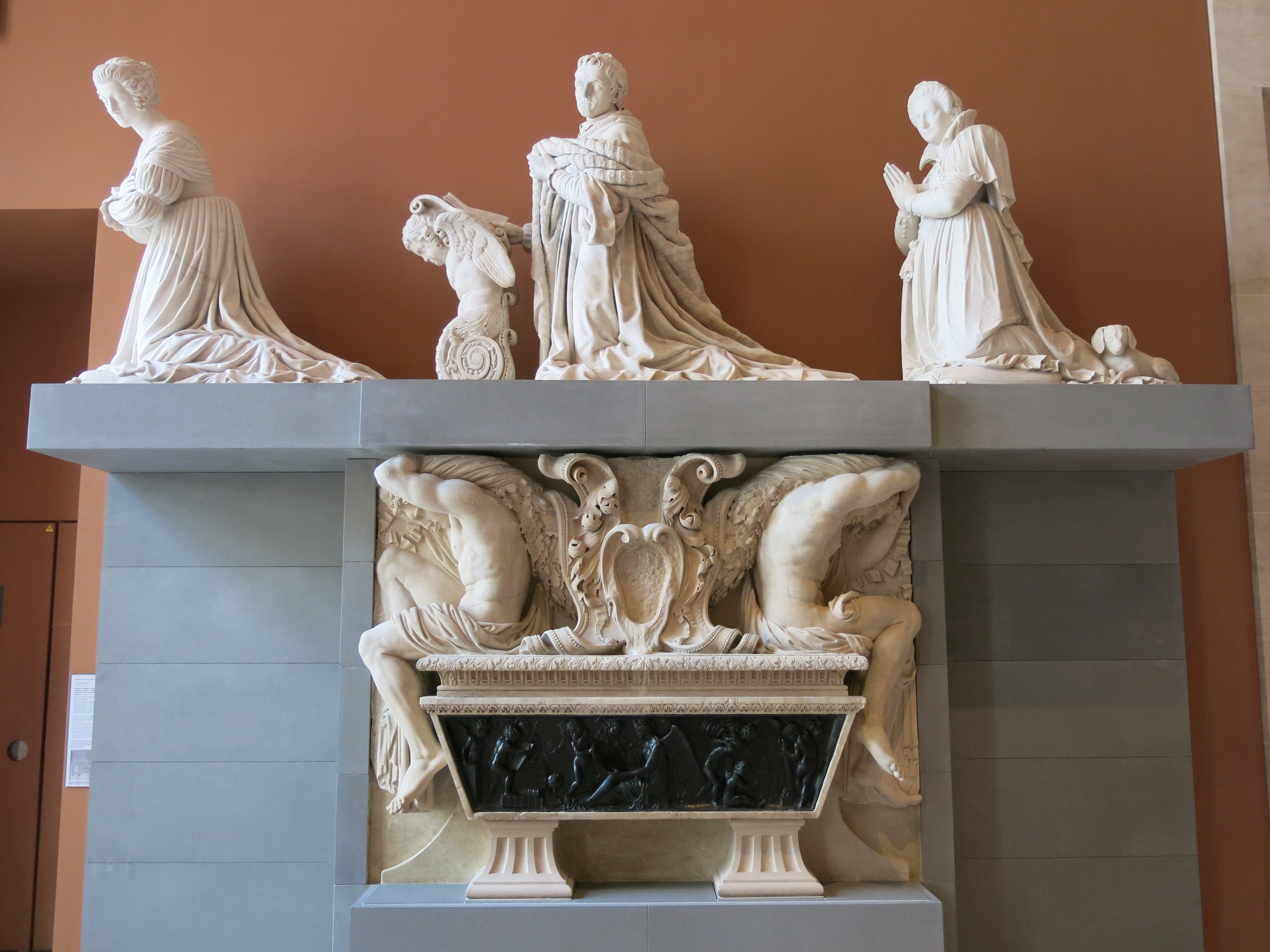
Grabdenkmal von Jacques-Auguste de Thou
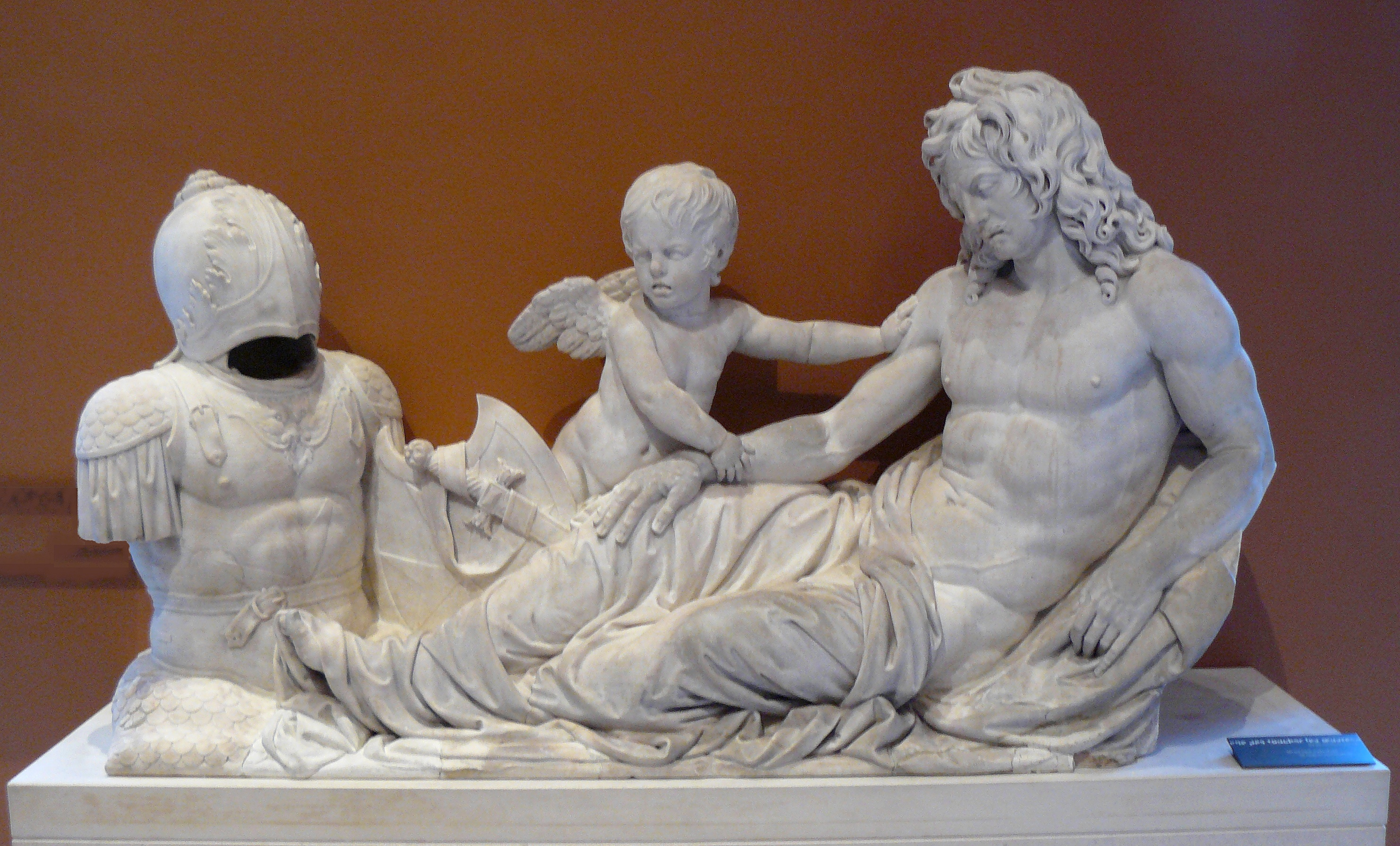
Teil des Grabdenkmals von Jacques de Souvré, Marmor, ca. 1660
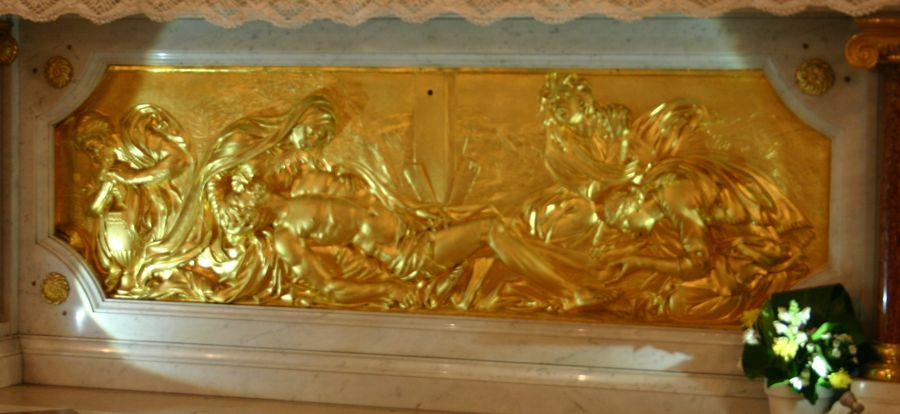
Antependium in der Saint Pierre Saint Paul de Rueil
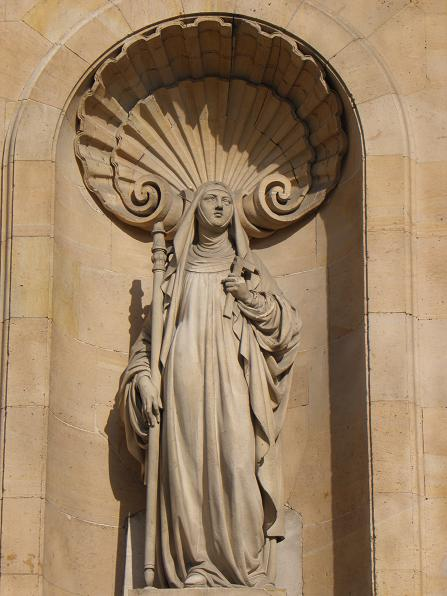
Statue der Scholastika von Nursia an der Kirche Val-de-Grâce
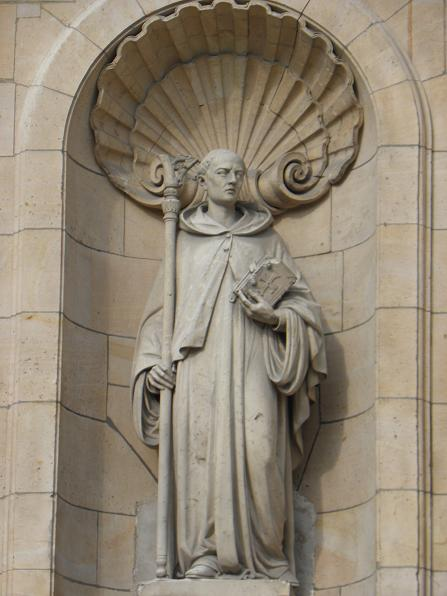
Statue des Benedikt von Nursia an der Kirche Val-de-Grâce
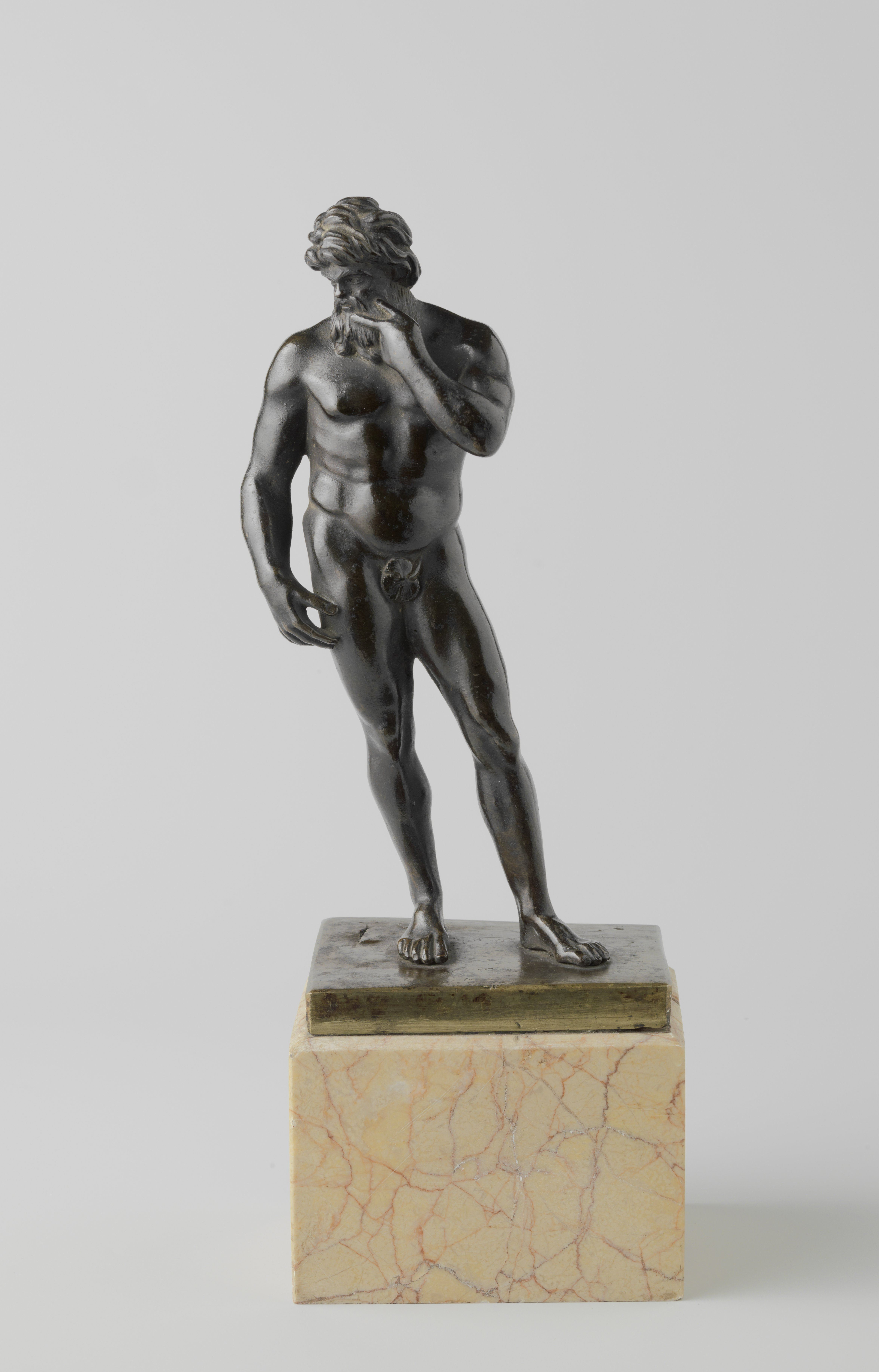
Bronzefigur des Pluto